# Kleinliebringen
Kleinliebringen ist ein Ortsteil der Stadt Stadtilm im Ilm-Kreis in Thüringen mit etwa 140 Einwohnern.

## Geografie

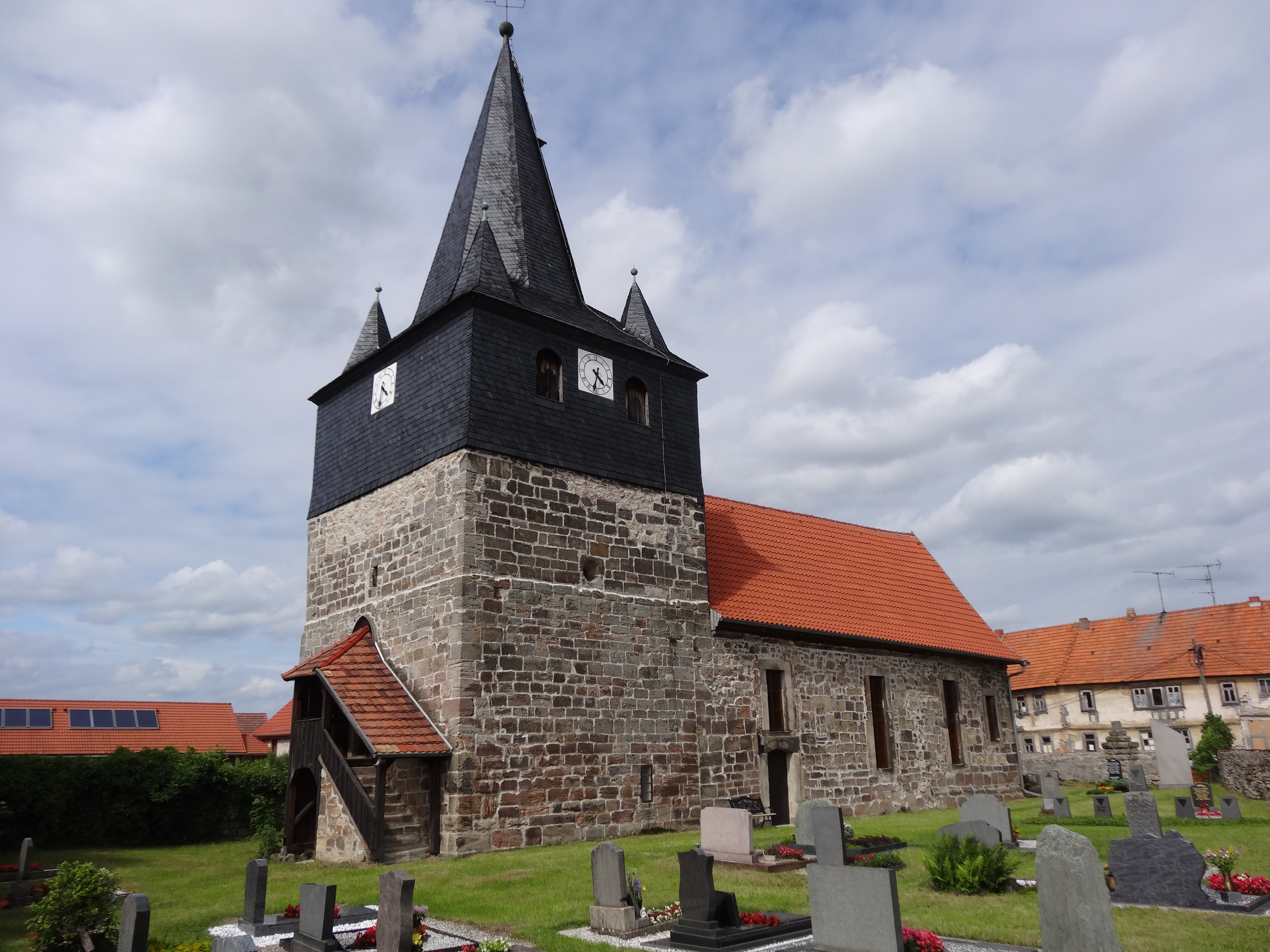
Kirche im Ort

Kleinliebringen liegt in einer Mulde der Deube auf einer Hochebene in etwa 420 Metern Höhe auf der Ilm-Saale-Platte (Muschelkalk). Südlich des Ortes liegt der Kleinliebringer Berg (502 m) und südwestlich die Frankenberge (538 m). Nachbarorte sind Großliebringen im Norden, Nahwinden im Nordosten, Solsdorf im Südosten, Hengelbach im Südwesten und Geilsdorf im Westen. Südlich des Ortes verläuft die Wasserscheide zwischen der Ilm und der Saale jenseits der Berge.

## Geschichte
Kleinliebringen wurde am 13. April 1253 erstmals urkundlich erwähnt. B. von Opitz verkaufte an den Grafen von Schwarzburg sieben Hufen Land vom Amtsschreibergut zu Kleinliebringen. Mehrere Ritter besaßen das Gut im Laufe der Zeit. Alexander von Schade erwirkte die Allodifizierung des Gutes durch den Fürsten von Schwarzburg-Rudolstadt. Sein Sohn Bernhard von Schade verkaufte das Gut an Bauern und andere.
Das zweite Rittergut „Castrum“ wurde zwar bereits um 1000 erwähnt, aber nicht urkundlich dokumentiert. Mehrere Grundherren bewirtschafteten es im Laufe der Geschichte. Auch das Kloster Paulinzella bewirtschaftete den Betrieb von 1456 bis 1534 bis zur Auflösung des Klosters. 1818 verkaufte die Frau von Holleben das Gut an den Landesfürst und an Bauern im Ort und in den Nachbardörfern. Die Flur der Gemeinde wurde bis zur Bildung der LPG ausschließlich von Bauern und ein Teil der Flächen vom Großliebringer Gut bewirtschaftet.
Die Saalkirche war eine alte Wehrkirche. Noch heute ist das Kirchen- und Friedhofsareal mit einer hohen Feldsteinmauer umgeben.
Kleinliebringen gehörte bis 1920 zu Schwarzburg-Rudolstadt (Oberherrschaft). Bis 1952 war das Dorf Teil des Landkreises Arnstadt, danach gehörte es zum Kreis Arnstadt. Am 24. Januar 1974 wurde der Ort in die Gemeinde Großliebringen eingegliedert.

## Wirtschaft und Verkehr
Kleinliebringen ist ein landwirtschaftlich geprägtes Dorf. Westlich an der Straße nach Geilsdorf liegt ein Steinbruch.
Straßen verbinden Kleinliebringen mit Großliebringen, Nahwinden und Geilsdorf.

## Persönlichkeiten
- Günther Albin Säuberlich (* 20. Juli 1864 in Kleinliebringen; † 6. Juli 1946 in Leipzig), Missionar in Afrika